# Таван-Дашт-е Олія
Таван-Дашт-е Олія (перс. تواندشتعليا) — село в Ірані, у дегестані Мальмір, у бахші Сарбанд, шагрестані Шазанд остану Марказі. За даними перепису 2006 року, його населення становило 336 осіб, що проживали у складі 101 сім'ї.

## Клімат
Середня річна температура становить 12,13°C, середня максимальна – 30,86°C, а середня мінімальна – -10,34°C. Середня річна кількість опадів – 306 мм.
| Клімат поселення                              | Клімат поселення | Клімат поселення | Клімат поселення | Клімат поселення | Клімат поселення | Клімат поселення | Клімат поселення | Клімат поселення | Клімат поселення | Клімат поселення | Клімат поселення | Клімат поселення | Клімат поселення |
| Показник                                      | Січ.             | Лют.             | Бер.             | Квіт.            | Трав.            | Черв.            | Лип.             | Серп.            | Вер.             | Жовт.            | Лист.            | Груд.            |                  |
| Середній максимум, °C                         | 9,09             | 10,65            | 14,72            | 20,33            | 25,01            | 30,86            | 30,49            | 29,97            | 25,88            | 20,69            | 14,13            | 8,33             |                  |
| Середня температура, °C                       | −0,62            | 0,93             | 5,00             | 10,61            | 15,29            | 21,14            | 24,46            | 23,93            | 19,83            | 14,66            | 8,08             | 2,28             |                  |
| Середній мінімум, °C                          | −10,34           | −8,77            | −4,7             | 0,90             | 5,58             | 11,42            | 18,42            | 17,88            | 13,78            | 8,62             | 2,04             | −3,76            |                  |
| Норма опадів, мм                              | 50               | 43               | 55               | 39               | 31               | 6                | 1                | 1                | 0                | 6                | 29               | 45               |                  |
| Середньомісячна швидкість вітру, м/с          | 1.99             | 2.66             | 3.07             | 2.77             | 2.57             | 2.48             | 2.51             | 2.33             | 2.32             | 2.08             | 1.96             | 1.69             |                  |
| Середньомісячна сонячна радіація, кДж/м²·день | 9320             | 12541            | 15198            | 18521            | 22580            | 26994            | 25966            | 24270            | 21452            | 16034            | 11240            | 9150             |                  |
| --------------------------------------------- | ---------------- | ---------------- | ---------------- | ---------------- | ---------------- | ---------------- | ---------------- | ---------------- | ---------------- | ---------------- | ---------------- | ---------------- | ---------------- |
| Джерело:                                      |                  |                  |                  |                  |                  |                  |                  |                  |                  |                  |                  |                  |                  |